# L'Émancipation nationale
Pour les articles homonymes, voir Émancipation.
L’Émancipation nationale était l'organe hebdomadaire du Parti populaire français (PPF) de Jacques Doriot.

## Histoire deL'Émancipation nationale
Ce journal est directement issu de l’hebdomadaire local, L’Émancipation, proche du Parti communiste français (PCF) publié à Saint-Denis (Seine-Saint-Denis), fief électoral de Jacques Doriot. L’Émancipation, lancé le 13 octobre 1934, avait en sous-titre: "Organe central de l’unité totale des travailleurs".
Jacques Doriot ayant créé le PPF avec ses anciens partisans du PCF, L'Émancipation devint L’Émancipation nationale pour le numéro 779 du 11 juillet 1936. Claude Jeantet y était rédacteur.
Pendant l'Occupation, L'Émancipation nationale paraissait en zone sud ; sa direction effective était assurée par Ivan Sicard.

## Drieu La Rochelle etL'Émancipation nationale
En 1936, Drieu La Rochelle adhère au Parti populaire français dirigé par Jacques Doriot et écrit régulièrement dans L'Émancipation Nationale, organe de presse du parti. En 1939, il envoie sa lettre de démission au PPF.
Cependant, pendant la Seconde Guerre mondiale, il se rapproche à nouveau du PPF et L'Émancipation nationale publie de nouveau ses écrits. Ainsi, le premier octobre 1941, Pierre Drieu la Rochelle publie dans la N.R.F. un article violent contre son ancien ami Aragon. Cet article est réimprimé dans L'Émancipation nationale le 18 octobre 1941 (par erreur, le numéro est daté du 11.10.1941).
Cette attaque provient du fait que Aragon a lu de près les travaux de Gustave Cohen, le grand médiéviste de la Sorbonne, congédié en 1940 en raison de ses origines juives. Pour avoir cité les ouvrages de ce professeur, Aragon s’attire les sarcasmes de Drieu La Rochelle dans son article du 11 octobre 1941 de L’Émancipation nationale, "La Leçon de Ribérac".
Il s'agit d'un véritable acte d’accusation: "Se réapproprier le mythe des chevaliers, c’est refuser l’idéologie agricole et terrienne que les nazis assignaient à la France dans leur vaste projet européen". Ceci fera réagir violemment Drieu La Rochelle, devenu directeur depuis octobre 1940 d’une NRF gagnée à l’occupant. Dans l'article de L’Émancipation nationale, Drieu attaque durement Aragon et son "faux-patriotisme de moscoutaire" et affirme : "Puissent les poètes […] se préparer pour les jours [du] nouveau Chevalier vermeil […]. Ce sera la véritable aube française qui ne connaît pas de frontières et qui se lèvera si haut qu’on la verra du bout du monde. On la verra de Moscou, bien sûr, cette aube qui ne connaît pas de frontières. Et ce chevalier vermeil me paraît plutôt un chevalier rouge…"
Aragon répondra à cette attaque par le poème "Plus belle que les larmes" (Les Yeux d'Elsa) qui est construit comme un survol de la France et une litanie en faveur du patrimoine culturel national.

## Céline etL'Émancipation nationale
Sous l'Occupation, Louis-Ferdinand Céline inonde la presse collaborationniste - et notamment L'Émancipation Nationale - de lettres qui vont jusqu'à la délation. Il y exprime ouvertement son soutien à Jacques Doriot, et se plaint de constater qu'il y ait des juifs connus "tous en liberté ! encore en vie !".
C'est d'ailleurs dans L'Émancipation Nationale que paraît sa fameuse « Lettre à Doriot », dans laquelle il dénonce les intrigues judéo-maçonniques qui se trament à Vichy pendant que les vrais héros combattent sous l'uniforme allemand.

## Autres rédacteurs
Jean Ajalbert, élu à l'académie Goncourt en 1917, il était l'un des trois jurés restés favorables à Voyage au bout de la nuit de Céline, en décembre 1932. Durant la guerre il eut le tort d'écrire dans L'Emancipation nationale, ce qui lui valut d'être exclu de l'académie puis, selon Philippe Alméras, de faire en septembre 1944 un séjour forcé au fort du Hâ près de Bordeaux, une prison où l'on détenait les prisonniers politiques, puis les collaborateurs.

## Thèse controversée surL'Émancipation nationale
En 1989, la thèse de Pascal Garnier soutenue à l'université de Lyon sur "Le thème de la race dans L'Émancipation nationale" a suscité une vive controverse.